# Кацурин, Василий Иванович
Василий Иванович Кацурин (20 января 1908 года, с. Аврашино, ныне Волочисский район, Хмельницкая область — неизвестно) — советский военачальник, полковник (1942).

## Начальная биография
Василий Иванович Кацурин родился 20 января 1908 года в селе Аврашино ныне Волочисского района Хмельницкой области.

## Военная служба

### Довоенное время
В сентябре 1927 года призван в ряды РККА и направлен рядовым в 5-й Туркестанский полк (2-я стрелковая дивизия, Среднеазиатский военный округ), дислоцированный в Фергане. После окончания полковой школы в 1928 году назначен на должность командира взвода в составе этого же полка. В августе 1930 года направлен старшиной роты в 92-й стрелковый полк, дислоцированный в Сталинграде, а в октябре того же года — на учёбу в Ульяновскую пехотную школу, после окончания которой в марте 1932 года направлен в Уральский военный округ, где служил на должности командира взвода 246-го стрелкового полка (82-я стрелковая дивизия), в сентябре того же года — на должностях командира взвода и роты курсантов Свердловского пехотного училища, а с октября 1939 года — на должностях начальника 1-го и 2-го отделений штаба 159-й стрелковой дивизии.
В марте 1940 года направлен в Златоустовское военное инженерное училище, где назначен на должность заместителя командира батальона курсантов по тактике, в октябре того же года — на должность преподавателя, а затем — на должность старшего преподавателя тактики этого же училища.

### Великая Отечественная война
После заочного окончания третьего курса Военной академии имени М. В. Фрунзе в сентябре 1941 года Кацурин назначен на должность командира 1198-го стрелкового полка (359-я стрелковая дивизия), который участвовал в ходе оборонительных боевых действий на ржевском направлении во время битвы под Москвой, а затем в Ржевско-Сычевской и Ржевско-Вяземской наступательных операциях и освобождении городов Калинин и Ржев. Во время боевых действий Кацурин был дважды ранен и трижды контужен, однако продолжал командовать полком. За проявленное мужество и отвагу был награждён орденом Красного Знамени.
С апреля 1943 года лечился в госпитале и после выздоровления в июле назначен на должность начальника штаба 78-го стрелкового корпуса. В период с 25 июля по 5 сентября того же года полковник Кацурин временно исполнял должность командира корпуса, находившегося на формировании во Свердловске (Уральский военный округ). 29 августа корпус был включён в состав 52-й армии (Воронежский фронт), после чего принимал участие в боевых действиях в ходе битвы за Днепр. В октябре 1943 года Кацурин был освобождён от должности начальника штаба и назначен на должность заместителя командира 58-й гвардейской стрелковой дивизии, которая участвовала в ходе освобождения Правобережной Украины и Ясско-Кишиневской наступательной операции, а также в освобождении городов Верхнеднепровск и Кривой Рог и форсировании рек Днепр и Южный Буг. С апреля 1944 года исполнял должность командира дивизии из-за убытия командира дивизии полковника В. В. Русакова в госпиталь после ранения. В данный период дивизия под командованием полковника Кацурина принимала участие в ходе освобождения Тирасполя и форсировании Днестра.
С июля состоял в распоряжении Военного совета 37-й армии и в августе назначен на должность заместителя командира 246-й стрелковой дивизии (60-я армия). В период с 5 по 27 сентября исполнял должность командира этой же дивизии. Вскоре дивизия принимала участие в боевых действиях в ходе Сандомирско-Силезской и Пражской наступательных операций, а также в освобождении Кракова. За успешное выполнение поставленных боевых задач он был награждён орденом Богдана Хмельницкого 3 степени.

### Послевоенная карьера
В августе 1945 года назначен на должность заместителя командира 37-й гвардейской стрелковой дивизии, в апреле 1946 года — на должность командира 87-го механизированного полка (27-я гвардейская механизированная дивизия), а в апреле 1948 года — на должность старшего преподавателя тактики окружных объединённых курсов усовершенствования офицерского состава Белгородского военного округа.
Полковник Василий Иванович Кацурин в ноябре 1953 года вышел в запас.

## Награды
- Орден Ленина;
- Три ордена Красного Знамени;
- Орден Богдана Хмельницкого 3 степени;
- Орден Отечественной войны 1 степени;
- Орден Красной Звезды;
- Медали.